# Escití
Escití, en llatí Scythinus, en grec antic Σκυθῖνος, fou un poeta iàmbic grec nascut a Teos, que menciona Esteve de Bizanci.
Va convertir en vers la gran obra del filòsof Heràclit d'Efes, de la que Estobeu en va conservar un considerable fragment. També l'esmenten Ateneu de Naucratis i dues vegades Plutarc, que cita uns versos d'ell conservant-ne la mètrica. Dos epigrames seus estan inclosos a l'Antologia grega.